# 市川大門町
市川大門町（いちかわだいもんちょう）は、山梨県南部、西八代郡にあった町。
甲府盆地の最南端に位置する。中世以来の和紙生産と江戸期以来の市川花火で知られ、毎年、8月上旬に開催される神明の花火大会が有名である。2005年10月1日に、同じ西八代郡の三珠町・六郷町と合併し、「市川三郷町」となった。

## 地理
- 河川：富士川、笛吹川

## 歴史
古代の律令制下では、町域は八代郡から巨摩郡で編入されたと考えられている市川郷に比定されている。市川郷には、10世紀には甲斐国において唯一荘園公領制の確立以前に立荘された市河荘が成立し、町域は荘域の南端に位置する。
平安時代後期には常陸国から源義清・清光親子が同荘に配流され、その子孫は甲府盆地各地に土着して勢力を広げる甲斐源氏の勢力基盤となるが、町域には平塩岡の伝義清屋敷跡や平塩寺跡など武田氏に由来する史跡が分布し、同じく義清伝承の残る甲府市南部から中央市・昭和町にかけての地域とともに市河荘の中枢であると考えられている。
近世には5か村が成立し、八代郡西郡筋に属する。全村が幕府直轄領、甲府藩領を経て、享保9年（1724年）に甲斐一国が再び直轄領化されると在方は三分代官支配となり、町域は市川代官所支配となる。町域には駿州往還の宿場と富士川舟運の黒沢河岸が存在し、物流・交通の拠点となる。

### 沿革
- 1889年（明治22年）7月1日 - 町村制の施行により、近世以来の市川大門村が単独で自治体を形成。
- 1900年（明治33年）4月24日 - 市川大門村が町制施行して市川大門町となる。
- 1954年（昭和29年）5月15日 - 高田村を編入。
- 1955年（昭和30年）4月1日 - 山保村の一部（山家の一部）を編入。
- 1956年（昭和31年）9月30日 - 大同村の一部（下大鳥居・八之尻および黒沢の一部）を編入。
- 1958年（昭和31年）1月1日 - 大字黒沢の一部を南巨摩郡鰍沢町（現・富士川町）に編入。
- 2005年（平成17年）10月1日 - 三珠町・六郷町と合併して市川三郷町が発足。同日市川大門町廃止。

## 交通

### 鉄道
- 身延線：市川本町駅 - 市川大門駅 - 鰍沢口駅

## 出身有名人
- 依田孝：市川大門村出身。明治期の民権運動家。
- 青嶋貞賢：市川大門村出身。国学者・歌人。弓削神社の神主。
- 石原文雄：作家。
- 市瀬秀和：市川大門出身、俳優。
- 橘田尚之：造形作家
- 有泉貞夫：歴史学者。
- 村松定孝
- 渡辺信：名望家、初代村長